# Língua de acolhimento
Língua de acolhimento pode ser compreendida como aquela que irá receber o indivíduo de modo, como o próprio nome diz, acolhedor. O indivíduo irá aprender sem obrigações nem imposições, o que não necessariamente faz com que este utilize sua língua nativa na comunicação no país de acolhimento. Esta não será absolutamente descartada, contudo há aí uma língua, que deve ser apreendida pelo refugiado para facilitar o seu convívio e seu desenvolvimento no ambiente em que está imerso.
Exemplos situacionais onde pode ocorrer a língua de acolhimento:
- É ensinada à imigrantes e refugiados, provenientes de diversos países e continentes, para poder sobreviver à nova cultura dentro do país de refúgio escolhido. As causas das migrações são múltiplas perseguições por motivos de religião, raça, nacionalidade e grupos sociais, violação de direitos, traumas, desemprego, xenofobia, etc.
- Quando determinado grupo de falantes de línguas diferentes dentro de um país onde se fala uma língua hegemônica se unem para sobreviver à cultura na qual está inserido. Exemplo disto é o que ocorre nos Estados Unidos. Imigrantes hispânicos e lusos falantes, que não sabem falar inglês, se unem para se ajudar mutuamente, já que o espanhol e o português são línguas irmãs. [2]

Assim, as línguas de acolhimento fornecem ao aprendiz um ambiente tranquilo e pacífico de aprendizagem, sem a relação de dominador-dominado, de modo que o mesmo irá adquirir a língua progressivamente em etapas, desenvolvendo as competências na língua de modo desigual entre os falantes, que tenderão a adquirir expressões idiomáticas, um léxico memorizado e construções já prontas da língua, baseados em sua necessidade comunicacional, por estar em contexto de imersão, ainda que estejam, conforme o exemplo acima, em um ambiente em que a língua dominante no país em que estão imersos seja o inglês e precise o falante se apoiar no espanhol para sua "sobrevivência" naquele determinado espaço.
A língua de acolhimento será semelhante e ao mesmo tempo diferente das de integração e das parceiras, por conta do fato de concorrerem em um determinado contexto linguístico, em um determinado país. Porém diferentemente da de acolhimento, a língua de integração está ligada a uma zona de influência econômica, na qual há um interesse comercial mais do que social. Já nas línguas parceiras há um status de igualdade entre as duas línguas dentro do país e estas funcionam de modo igualitário, concomitantemente.
As culturas se inter-relacionam diretamente numa interação na qual a interculturalidade abre espaço para a construção de identidades, de modo que, no contexto de ensino e de aprendizagem, todos são autores de um processo que afeta suas ações no mundo. A língua, nesse sentido, é ação conjunta, um processo que visa ao acolhimento em uma perspectiva da humanização e não na de um discurso colonizador, ainda que sejam evidentes as relações de poder que existem em toda realidade social. Língua de acolhimento é uma perspectiva discursiva que envolve concepções sociopolíticas por parte de quem acolhe, e direciona as práticas pedagógicas a fim de adequar-se às novas demandas da sociedade. Dessa forma, é um campo em contínua construção teórica, política e social.
Desta feita, a língua criará, juntamente com a cultura, um espaço seguro de acolhimento para aqueles que se refugiam naquele ambiente para sobreviver, sendo aprendida para que haja a igualdade entre os cidadãos natos e naturalizados, com funções sociais, para que estes possam trabalhar dignamente, estudar e assegurar seus direitos e garantias previstos por lei.
Entretanto diversos países, como é o caso do Brasil, não tem essa preocupação de modo institucional com os refugiados que tem recebido no país. Estes chegam, passam a viver nas ruas, sem nenhuma política de acolhimento linguístico e social, não possuem escolas que lhes ensine o idioma, fato que não ocorre, diga-se de passagem, com os próprios cidadãos brasileiros, deixando os que deveriam ser acolhidos pelo país a mercê da própria sorte ou, os que tiverem sorte, ser acolhidos por uma ONG, algo que, vale salientar, não é realidade apenas do Brasil.

## Ensino de Português como Língua de Acolhimento
A aprendizagem da língua do país de acolhimento é assumida como um requisito fundamental no processo de integração. Tanto o público em geral como os imigrantes falam à respeito da língua como uma das principais barreiras à integração na sociedade.
Que nesse contexto, o ensino-aprendizagem da língua desenvolverá as competências necessárias com o objetivo de fomentar a igualdade entre todos os cidadãos. E realçando a importância da diversidade em todos os domínios, “poderiam ajudar a estabelecer contatos económicos com o seu país de origem e poderiam ser chamados a desempenhar um papel ativo nos programas de diálogo intercultural e de integração dirigidos aos imigrantes recém-chegados” (Grupo de Alto Nível sobre o Multilinguismo, 2007: 5).
O ensino de português como língua estrangeira (PLE) no Brasil está crescendo nas últimas décadas, com a criação de cursos de PLE em escolas de idiomas e de cursos de extensão à comunidade acadêmica nas universidades, que têm realizado pesquisas no âmbito do ensino e da aquisição/aprendizagem do PLE em nível de pós-graduação strictu e lato sensu. A aprendizagem da língua do país onde se encontram tiveram um efeito muito positivo na sua integração, nomeadamente porque os ajudou a se envolverem mais com a comunidade local onde se encontravam e a adquirir vocabulário útil para o seu trabalho.
As implicações no ensino-aprendizagem da língua são várias, relaciona-se com o fato do conteúdo para os alunos estar adequado às suas necessidades.
O objetivo das aulas é fazer com que o imigrante se familiarize com a língua e com a cultura brasileira, visando a diminuição do isolamento físico e psíquico, o que ajuda na estimulação da confiança dos imigrantes e facilita suas relações interpessoais e interculturais.

## Refugiados no Brasil
Como consequência da crise migratória intensificada em 2015, o Brasil vem recebendo cada vez mais imigrantes de diversos países. Segundo dados da ACNUR (Alto Comissariado das Nações Unidas para Refugiados) em 2016 o país recebeu cerca de 9.552 refugiados de 82 nacionalidades (os de maior número foram sírios, congoleses e paquistaneses), sendo que parte dos imigrantes que são recebidos no Brasil não entram nesses dados por serem considerados estrangeiros comuns. Temos como exemplo os venezuelanos que foram os autores de 33% das solicitações de refúgio no mesmo ano, mas não estão entre os grupos com maior número refugiados no Brasil.
O país tem desde 1951 a acolhida aos refugiados regulamentada e desde 1997 há uma lei (Nº 9474) que define as condições para que um estrangeiro possa pedir refúgio no país. Porém, mesmo tendo um regulamento, a acolhida aos refugiados ainda é bastante falha. Logo ao chegar ao país, o imigrante não encontra nenhuma assistência do governo enquanto espera (em média oito meses, sendo que seu visto expira em três) para receber os documentos que te darão o direito de ter um emprego, uma casa, educação para seus filhos e etc.
Para atenuar essa situação, o ACNUR no Brasil tem parcerias com algumas instituições: Instituto Migrações e Direitos Humanos, ADUS, Cáritas e a Missão Paz que inclusive acolhe os refugiados na Casa do Migrante.
Um dos principais desafios encontrados pelo refugiado é a língua, que o aprendizado se torna uma questão de urgência, porém falta uma política pública de ensino do português como língua de acolhimento e ainda falta bastante para que isso aconteça. Para amenizar o problema, as instituições citadas antes contam com voluntários que ensinam o português para esses estrangeiros. Também temos a UnB que tem o projeto Módulo Acolhimento, uma parceria da UnB e o Instituto Migrações e Direitos Humanos, que é um curso de português gratuito para os migrantes residentes em Brasília.